# SC Covilhã
Sporting Clube da Covilhã ist ein Fußballverein aus der portugiesischen Stadt Covilhã.
Der Verein spielte seit der Saison 2005/06 in der 2. portugiesischen Liga, der Liga de Honra (Ehrenliga). Größter Erfolg des Vereins war die Finalteilnahme um den Portugiesischen Pokal 1957, das aber gegen Benfica Lissabon verloren ging. Trotz des sportlichen Abstiegs in der Saison 2011/12 wurde der SC Covilhã, weil der Erstliga-Absteiger União Leiria die Bedingungen für die Teilnahme nicht erfüllte, als Teilnehmer der Segunda Liga 2012/13 bestätigt.
Der Verein wird seit dem 2. Juni 1923 als achter Filialverein von Sporting Lissabon geführt.